# Frati minori recolletti
I Frati Minori Recolletti (in latino Ordo Fratrum Minorum Recollectorum; sigla O.F.M. Rec.) erano una delle famiglie francescane soggette al ministro generale degli osservanti: nel 1897 vennero uniti insieme ad osservanti, riformati e alcantarini nell'Ordine dei Frati Minori.

## Storia
I francescani recolletti sorsero verso la fine del XVI secolo in Aquitania a imitazione dei minori riformati d'Italia e degli scalzi di Spagna. Il loro primo convento fu quello di Rabastens, presso Tolosa, guidato da Franz Dozieck.
I recolletti ebbero un rapido sviluppo grazie all'appoggio del re Enrico IV e di papa Clemente VIII (tanto che i frati vennero anche chiamati "clementini") e dalla Francia si diffusero in Germania, Belgio, Inghilterra e Irlanda.
Nel 1762, alla vigilia dell'epoca delle soppressioni e secolarizzazione degli enti ecclesiastici, i francescani recolletti contavano 22 province, circa 490 conventi e 11.000 frati. Alla metà del XIX secolo, dopo una stagione di rivoluzioni e i rivolgimenti politici, erano notevolmente ridotti di numero e il 4 ottobre 1897 vennero uniti, assieme a riformati, scalzi e osservanti, nell'Ordine dei Frati Minori.